# 山路徳風
山路 徳風（やまじ よしつぐ、宝暦11年（1761年） - 文化7年1月27日（1810年3月2日））は、江戸時代後期の江戸幕府天文方。通称は才助。仙台藩小倉雅久の次男、母は湯本輝胤の娘。評定所儒者山路之徽の養子。子に山路諧孝および奥留種敏妻ふき子（庶子、徳風曾孫彰善妻・けい子の実母）がいる。

## 経歴
父が山路之徽の父・天文方主住の門人であったことからその養子となり、安永7年（1778年）に養父の死によって家督を継いで、小普請組に配属される。父は儒者として取り立てられたが、天文学者・数学者・地理学者として名高く、徳風も実父や養父から養祖父・山路主住以来の家学を受け継いでいた。特に之徽は西洋暦学に通じていたことから、天明8年（1788年）に徳風は幕府に対して養父の遣り残した暦法研究の再興を申請した。徳風は以前から天文台に詰めていたこと、宝暦暦の改暦問題が浮上したこともあって、2年後の寛政2年（1790年）に天文方に抜擢された。
翌寛政3年（1791年）に西洋暦学に基づく七曜暦を作成、同4年（1792年）には『崇禎暦書』を基にした『興端暦書』を著し、更に同5年（1793年）には吉田秀升とともに新暦の試暦を作成する。この結果、同8年（1796年）に改暦御用を命じられ、同年上洛して陰陽頭土御門泰栄と協議を行い、改暦準備のための観測にあたる。ところが、新しく天文方に任じられた高橋至時が間重富の協力を得て『崇禎暦書』当時には知られていなかったケプラーの法則（第1法則の楕円軌道の法則）を採用しようとして徳風・秀升と対立した。最終的に高橋の案に基づいた寛政暦が採用されたが、山路徳風も改暦の功労者として評価され、以後山路家は天文方を世襲することとなる。墓所は谷中の大泉寺。